# 8 septembre 1967
Le vendredi 8 septembre 1967 est le 251e jour de l'année 1967.

## Naissances
- Brian Wellman, athlète des Bermudes, spécialiste du triple saut
- Jens Wöhrmann, joueur de tennis allemand
- Kimberly Peirce, réalisatrice américaine
- Mabrouk Korchid, avocat et homme politique tunisien
- Ryūichi Yoneyama, homme politique japonais
- Shin Takahashi, auteur de manga
- Sophie Prégent, comédienne et animatrice de radio québécoise
- Steffen Blochwitz, coureur cycliste allemand et directeur sportif

## Décès
- Donald Ewen Cameron (né le 24 décembre 1901), psychiatre américain d'origine écossaise
- Juliusz Rómmel (né le 3 juin 1881), général polonais
- Kira Kirillovna de Russie (née le 9 mai 1909), princesse de Russie, grande-duchesse de Russie et princesse de Prusse.
- Matilde Rodríguez Cabo (née le 17 juillet 1902), Psychiatre mexicaine

## Événements
- Sortie du film Casino Royale
- Création du centre européen d'opérations spatiales
- lancement de Surveyor 5